# Hill-System
Das Hill-System (auch Hillsches System genannt) ist eine Vorschrift, die die Reihenfolge der Elementsymbole in Summenformeln festlegt. Das Hill-System wurde von Edwin A. Hill im Jahr 1900 beim US-Patentamt angemeldet.

## Definition
Die Summenformeln von Kohlenstoff-Verbindungen werden in der Reihenfolge C, H gefolgt von allen anderen Elementen in alphabetischer Reihenfolge gebildet. Dabei wird beispielsweise N vor Na und Nb eingeordnet. Bei Verbindungen ohne Kohlenstoff erfolgt die Anordnung streng alphabetisch, der Wasserstoff wird dann entsprechend eingereiht, wobei Isotope wie D und T formal als Heteroatom-Symbole behandelt werden.

## Sortierung von Summenformeln
Für eine lexikographische Reihenfolge sind die Atomhäufigkeiten numerisch aufsteigend zu sortieren (C1,...,C9,C10,... statt C1,C10,...,C2,...). Das Hill-System wird von führenden naturwissenschaftlichen Literaturdatenbanken und referenzierenden Substanz- bzw. Reaktionsindizes (z. B. Chemical Abstracts, Beilstein ab 1958) als Reihungshilfe für die Formelregister verwendet und löste das bis dahin gebräuchliche Richter-System ab.

## Beispiele
BH3, BaCl2, CH4, CHNaO3, ClNa, C2H4, C2H4O2, C2H6, HOT
Nicht zu verwechseln mit der Summenformeln nach dem Hill-System sind die ebenfalls häufig verwendeten Halbstrukturformeln. So ist beispielsweise die Summenformel nach dem Hill-System für Methanol CH4O, während die Halbstrukturformel CH3OH ist. In diesem Beispiel springt bei der Halbstrukturformel die für Alkohole charakteristische OH-Gruppe deutlicher ins Auge.